# Диброва, Илья Данилович
Илья Данилович Диброва (9 августа 1891, с. Песчановка (Катеринополь), по другим данным в с. Захаровка, Александрийский район — 14 октября 1944, Словакия) — один из руководителей советского партизанского движения на Украине и в Словакии во времена Гражданской и Великой Отечественной войн.

## Биография
Илья Диброва родился в селе Катеринополь (или Песчановка) Косовской волости Александрийского уезда Херсонской губернии. Сейчас это небольшой хутор. С девяти по двенадцать лет батрачил в селе Баштанке на Николаевщине у помещика Ситченка. В 1904 году отправился на Криворожье работать шахтером на российско-бельгийские рудники. Там он стал большевиком.
После революции Диброва вернулся в родное село. В 1918 году организовал партизанский отряд, действовавший в районе Знаменки. После гражданской войны работал директором Косовской мельницы, а затем директором комбината в городе Александрия.
В Великую Отечественную войну Илья Диброва с 1943 года — командир партизанского соединения им. Ворошилова, действовавшим в районе Черного леса. С сентября 1944 года он был назначен комиссаром партизанской бригады, была организована на базе двух словацких отрядов. 14 октября 1944 года Илья Диброва погиб в бою на территории Чехословакии. Был похоронен в лесу Шпанье. В 1945 года его останки были перевезены в Александрию и перезахоронены сначала в детском парке, а в 1960 году — на братской могиле.

## Награды и отличия

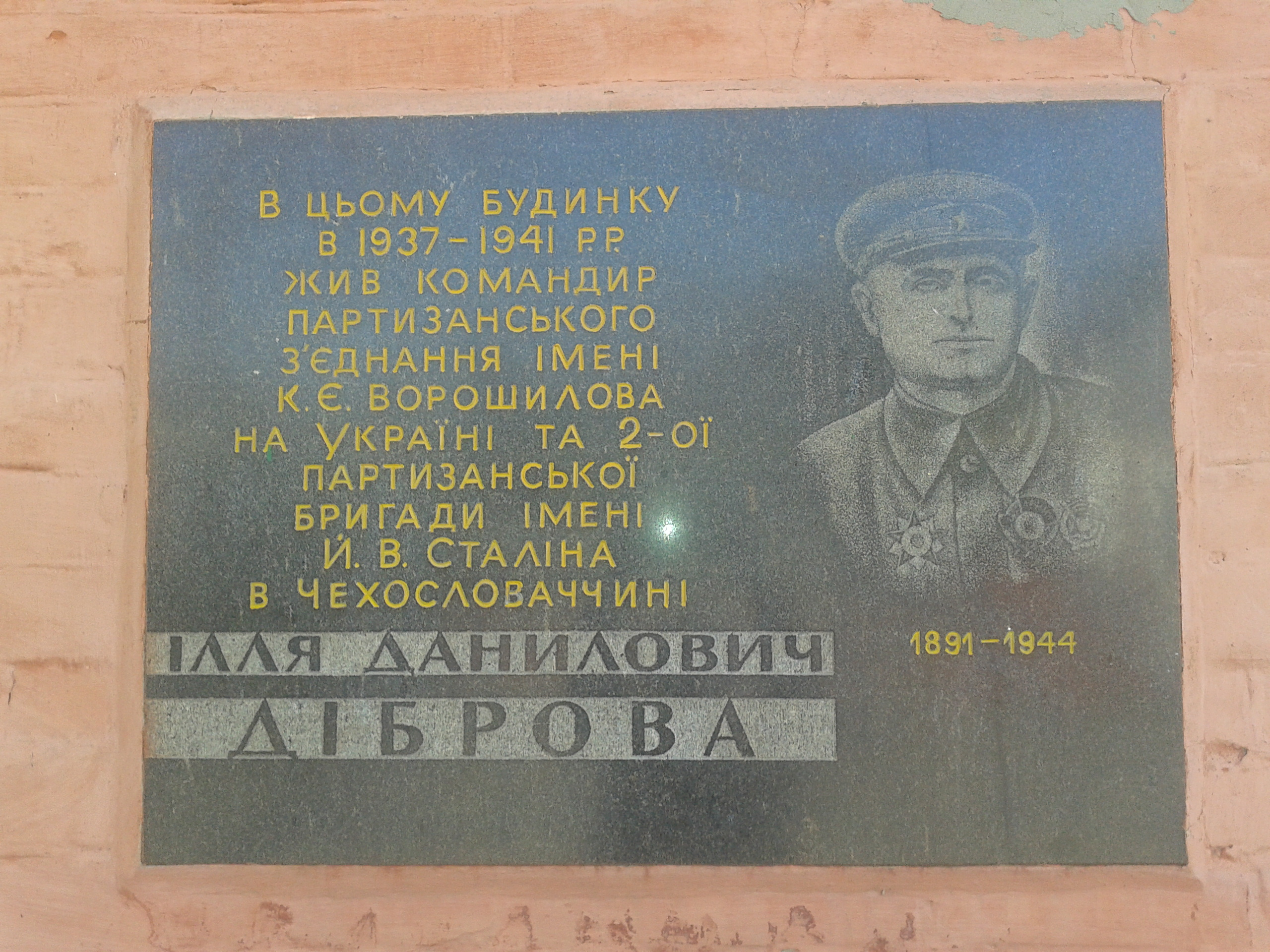
Мемориальная доска на доме, где жил Илья Диброва

Илья Диброва был награждён орденом Ленина, Красного Знамени, Богдана Хмельницкого, двумя орденами Отечественной войны 1-й степени, медалью «Партизан Отечественной войны» i степени. Президент Чехословакии наградил Дубраву орденом «Воинский крест» и присвоил звание генерала Чехословацкой народной армии.
В Александрии в его честь названа одна из центральных улиц. Также присвоено звание «почетный гражданин» этого города.

## Семья
Дочь Людмила (1921-2014) — участница подпольно-партизанского движения во время Великой Отечественной войны, кавалер орденов Отечественной войны I и II степеней, ордена «За мужество» III степени и 16 медалей, Почетный гражданин Александрии (2011) и Старой Туры (1964).